# Isola delle Femmine (isola)
L'isola delle Femmine (nota anche come Isola di Fuori; Ìsula o Ìsulottu in siciliano) è un'isola italiana situata nel mar Tirreno, in Sicilia.
Pur appartenendo amministrativamente all'omonimo comune della città metropolitana di Palermo e pur essendo presente una riserva naturale istituita nel 1997 dalla Regione Siciliana, l'isola è proprietà privata.

## Storia

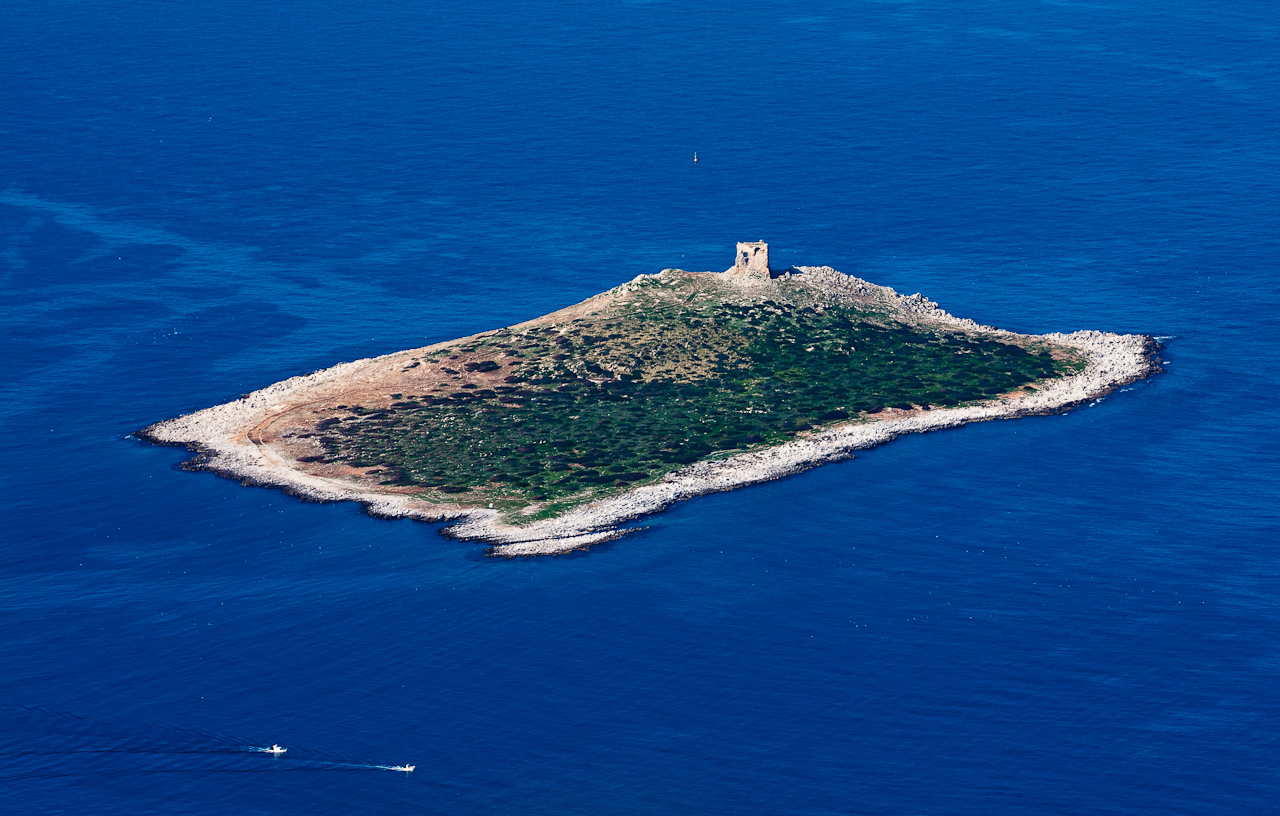
L'isola delle Femmine

Risalgono al periodo ellenistico i resti di sette vasche in cocciopesto per la preparazione del garum, una ricercata salsa di pesce, commerciata nel Mediterraneo: la traccia di uno stabilimento per la lavorazione del pesce rende il luogo importante dal punto di vista archeologico. Il ritrovamento nel mare antistante di ceppi di ancore in piombo e resti di anfore puniche e romane accresce il valore del sito.

### Toponimo
In due cartografie del veneziano Vincenzo Maria Coronelli risalenti al 1690 viene riportato il nome di "Isola Lipocelli"; la prima presente all'interno del volume "Isolario dell'Atlante Veneto", la seconda presso la Biblioteca Museo Salinas di Palermo.
Invece il nome con cui l'isola è nota oggi deriverebbe da Fimi, variante storpiata di Femio, a sua volta derivante da Eufemio, governatore bizantino di Messina.
Altra presunta origine potrebbe essere di derivazione dal nome latino "Fimis", a sua volta "latinizzazione" del termine arabo "fim" ( الفم، ), cioè l'imboccatura, lo stretto canale che separa l'isola dalla costa.
Tale interpretazione è utilizzata dal sito web ufficiale del Comune di Isola delle Femmine, per come qui trascritto:
(Comune di Isola delle Femmine)

## Descrizione

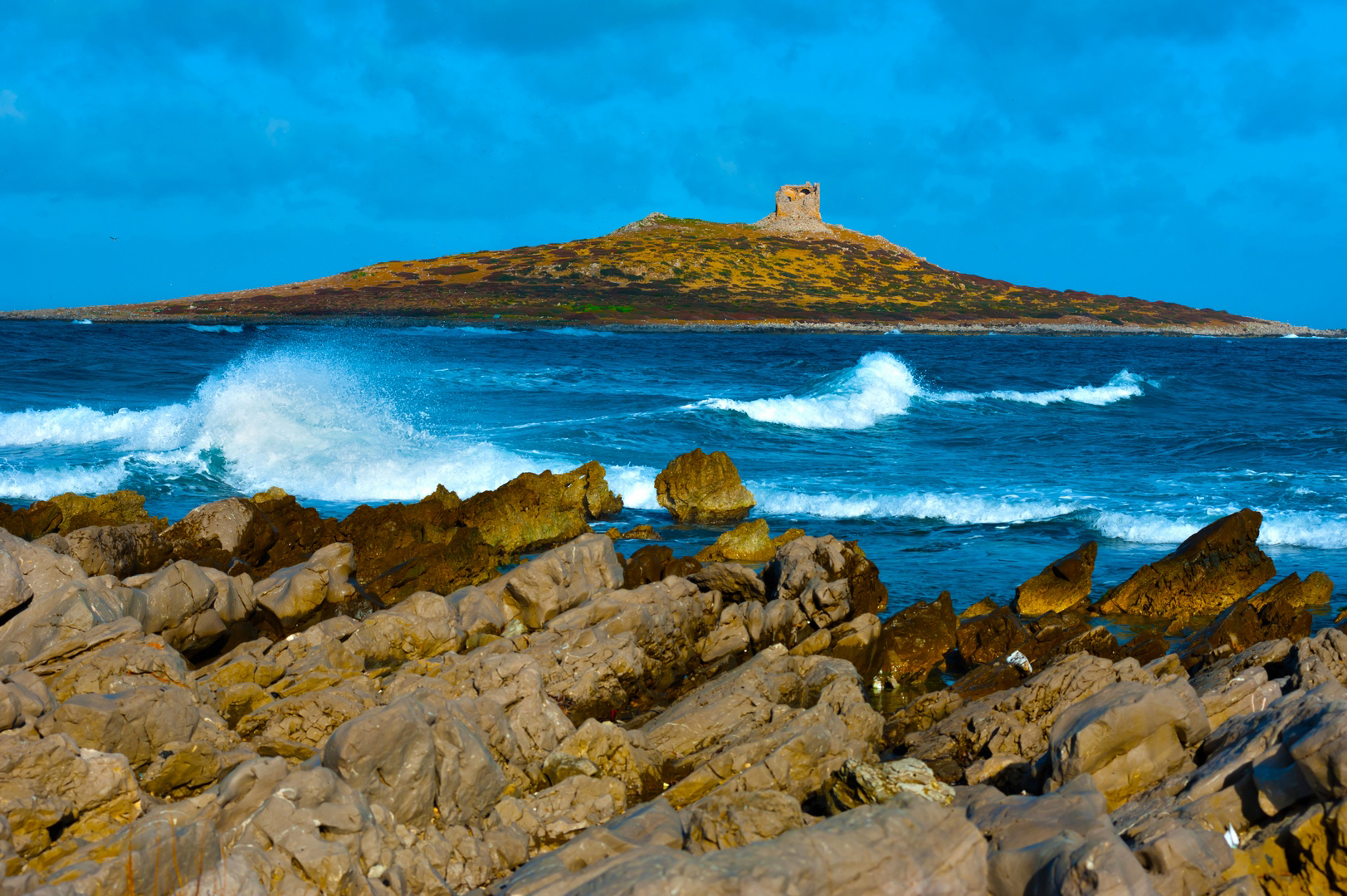
Isola delle Femmine

L'isolotto di Isola delle Femmine è stato considerato sin dall'antichità e per tradizione un luogo da impiegare a scopo economico e difensivo grazie alla sua posizione e conformazione, che lo rende un sicuro riparo contro i venti di levante per le piccole imbarcazioni. L'isolotto, situato nel tratto di mare tra Punta Raisi e Capo Gallo, ha una conformazione ovale dovuta all'erosione dei forti venti che spirano nella zona, dista dalla costa poco più di ottocento metri, ha una superficie di circa 0,14 km², con una forma quasi rettangolare (è lungo 575 metri e larga 325).
Dal promontorio dell'isola si possono vedere il monte Pellegrino, il promontorio di Capo Gallo, l'isola di Ustica e i comuni di Carini, Isola delle Femmine e Capaci.
Dato che il terreno, per la particolare configurazione del suolo, non era adatto alla coltivazione, l'unico mezzo di sostentamento per gli abitanti della zona era la pesca. Non distante infatti in quelle acque vi era stagionalmente il passaggio dei tonni e ben presto i pescatori della vicina Capaci si organizzarono per la pesca del tonno.
La torre, costruita in prossimità del punto più alto dell'isola (35 m sul livello del mare), è detta anche Torre di Fuori (contrapposta a quella sulla terraferma detta Torre di dentro), risale al XVI secolo, è di tipologia riconducibile all'architetto fiorentino Camillo Camilliani, molto più noto per essere stato l'artefice della Fontana Pretoria a Palermo. Ha pianta quadrata, con spessori murari di oltre due metri che la rendevano una fortezza inserita nel sistema difensivo delle Torri costiere della Sicilia contro gli attacchi dei corsari barbareschi alla terraferma. Gli eventi che caratterizzarono lo sbarco degli alleati durante la Seconda guerra mondiale, l'incuria del tempo ed il disinteresse hanno trasformato la torre in un rudere, il cui muro, quasi intatto, al di sopra della ripida scogliera del versante nord è ancora il volto che l'isola offre al mare.
La riserva, istituita nel 1997 dalla Regione Siciliana e affidata alla LIPU dal 1998, è nata per tutelare il patrimonio floristico locale e favorire la sosta delle specie migratorie.